# Karl Ernst (Geistlicher)

Karl Ernst

Karl Heinrich Wilhelm Ernst (* 10. März 1806; † 25. Mai 1898 in Celle) war ein deutscher evangelisch-lutherischer – zunächst landeskirchlicher, später freikirchlicher – Geistlicher und Mitglied der Ständeversammlung des Königreichs Hannover. Seine Enkelin war Agnes E. Meyer, amerikanische Gönnerin und Briefpartnerin Thomas Manns.

## Leben
Ernst stammte aus Gifhorn. In Göttingen studierte er ab 1824 Theologie. Von 1837 bis 1857 wirkte er als Pastor von Eddesse und Dedenhausen, anschließend bis 1868 in Großgoltern. Mit seiner Ehefrau Agnes hatte er elf Kinder, fünf Töchter und sechs Söhne.
Für die Stifte Bardowick und Ramelsloh gehörte er von 1857 bis 1863 als Deputierter der Zweiten Kammer der Ständeversammlung des Königreichs Hannover an. Darin wurde er dem rechten kirchlichen Flügel zugerechnet. Er wurde 1863 nicht wiedergewählt, weil er sich bei den Debatten über die Landesverfassung, die Beamtengesetzgebung, den Staatshaushalt und die Todesstrafe auf die Seite des reaktionären Ministers Wilhelm von Borries gestellt hatte.
Mit den preußischen Annexionen 1866 ging das Königreich Hannover in der preußischen Provinz Hannover auf. Ernsts amerikanische Enkelin Agnes E. Meyer, die ihrem Großvater nie begegnete, berichtete in ihrer Autobiografie Out of These Roots. The Autobiography of an American Woman (1953), er habe sich geweigert, auf den König von Preußen zu schwören. Seinen Eid habe er wie seine Vorfahren auf den König von Hannover abgelegt, begründete er seinen Widerstand, einen zweiten könne er nicht ablegen. 1867 wurde er vorzeitig in den Ruhestand versetzt unter Halbierung seiner Bezüge.
Seinen Ruhestand verbrachte er in Celle. Wegen des im Kulturkampf erlassenen Gesetzes über die Eheschließung, das die Zivileheschließung vorschrieb, trat er 1876 aus der Hannoverschen  Landeskirche aus. Sie hatte ohne staatliche Aufforderung und trotz vieler Proteste eingeführt, dass die kirchliche Trauung der zivilen Eheschließung zu folgen habe. Ernst schloss sich der Hannoverschen evangelisch-lutherischen Freikirche an und verantwortete viele Jahre die Redaktion ihrer Wochenzeitung Unter dem Kreuze.
In seiner Ablehnung des preußischen Militarismus drängte er seine Söhne dazu, das Land zu verlassen. Vier der Söhne wanderten in die Vereinigten Staaten aus. Zwei von ihnen wurden dort wie ihr Vater Geistliche. Der Sohn Friedrich H. W. Ernst wurde Jurist und heiratete 1878 Luise Schmidt. Das jüngste ihrer Kinder war Agnes Elizabeth Ernst, die 1910 Eugene Meyer heiratete. Karl Ernst lernte die Vereinigten Staaten selbst kennen. Seine Frau teilte in seinem Brief mit, dass sie ihren Mann im Spätherbst 1872 von dort zurück erwarte.
An seinem Alterswohnsitz Celle führte er ein zurückgezogenes Leben. Seine Gemeinde achtete ihn wegen seines Unabhängigkeitssinns. Ernst starb 1898, zum Zeitpunkt seines Todes lebten noch neun seiner Kinder. In seinem Testament hatte er sich jeden Nachruf im Kirchenblatt und jeder anderen öffentlichen Zeitung verbeten. Dennoch veröffentlichte der Hannoversche Courier in seiner Ausgabe vom 1. Juni 1898 einen kurzen Nachruf.
Zu seinen Schriften gehören die 1849 bei Velhagen & Klasing erschienenen Grundzüge für die künftige Gestaltung des christlichen Volksschulwesens.